# Beckenham Town Football Club
Beckenham Town Football Club é um clube de futebol com sede em Beckenham, Londres, Inglaterra . Atualmente, fazem parte da Isthmian League. Mandam seus jogos no Eden Park Avenue.

## História
O Beckenham Town foi fundado no final do século XIX, afiliando-se à Kent County Football Association em 1887. Em 1923, se juntaram a Divisão Um da Linga de Londres
O clube jogou em Stanhope Grove até julho de 1980, quando se mudou para o Eden Park Avenue. O estádio tem capacidade para 4.000 pessoas, com 120 sentadas e cobertas.

## Honras
- Liga de Londres
  - Campeões da primeira divisão 1927–28
- Liga de Condados Combinada
  - Campeões da Premier Division Sul 2021–22
- Liga Leste dos Condados do Sul
  - Vencedores da Taça Challenge 2013–14
  - Vencedores Roy Vinter Shield 2014–15
- Troféu Sênior Kent
  - Vencedores 2013–14

## Records
- Melhor desempenho na FA Cup : Quarta rodada de qualificação, 2022–23
- Melhor desempenho do FA Vase : Quarta rodada, 1980–81
- Presença recorde: 1.661 contra Dagenham & Redbridge, quarta rodada de qualificação da FA Cup, 15 de outubro de 2022 [2]
- Mais aparições: Lee Fabian, 985
- Mais gols: Ricky Bennett